# Erica Whyman
Erica Whyman (Harrogate, 27 ottobre 1969) è una regista teatrale e direttrice artistica britannica.

## Biografia
Nata ad Harrogate e cresciuta a Barnsley, Erica Whyman si è laureata in filosofia e letteratura francese all'Università di Oxford e ha studiato teatro a Parigi con Philippe Gaulier prima di perfezionarsi alla Bristol Old Vic Theatre School.
Dal 1997 al 1998 è stata produttrice associata presso il Kiln Theatre di Londra e dal 1999 al 2001 è stata direttrice artistica della Southwark Playhouse. Nel 2013 si è unita alla Royal Shakespeare Company in veste di vice-direttrice artistica e nei suoi dieci anni con la compagnia ha diretto apprezzati allestimenti di classici come Ecuba (2015), Sogno di una notte di mezza estate (2016), Romeo e Giulietta (2018) e Il racconto d'inverno (2021) a Londra e a Stratford-upon-Avon. Dopo il ritiro di Gregory Doran, dal settembre 2021 al giugno 2023 è stata direttrice artistica in itinere della Royal Shakespeare Company, diventando così la prima donna a dirigere la compagnia.
Whyman è sposata con il commediografo Richard Bean e la coppia ha una figlia.